# 151
| 151                |
| ------------------ |
| Dødsfald - Fødsler |
|                    |

| Gregoriansk kalender | 151 CLI                 |
| Ab urbe condita      | 904                     |
| Armensk kalender     | I/T                     |
| Kinesiske kalender   | 2847 – 2848 庚寅 – 辛卯 |
| Etiopisk kalender    | 143 – 144               |
| Jødisk kalender      | 3911 – 3912             |
| Hindukalendere       |                         |
| - Vikram Samvat      | 206 – 207               |
| - Shaka Samvat       | 73 – 74                 |
| - Kali Yuga          | 3252 – 3253             |
| Iransk kalender      | 471 BP – 470 BP         |
| Islamisk kalender    | 486 BH – 485 BH         |

Se også 151 (tal)

## Dødsfald
- Claudius Ptolemaios, matematiker, geografiker, astronom og fysiker.